# Theodor Hlouschek
Theodor Hlouschek (* 27. September 1923 in Brno, Tschechoslowakei; † 30. September 2010 in Weimar) war ein deutscher Komponist.

## Leben
Theodor Hlouschek wurde als Kind deutscher Eltern in Brünn geboren. Er besuchte das dortige Gymnasium und begann gleichzeitig mit dem Musikstudium an der Musikschule und dem tschechischen Konservatorium. Im deutschen Musikverein erhielt er bei Richard Wallisch Unterricht in den Fächern Klavier, Theorie und Gehörbildung, am tschechischen Konservatorium bei Josef Blatný in den Fächern Orgel und Improvisation. Bereits als Sechzehnjähriger war er stellvertretender Stadtorganist in seiner Heimatstadt. Nach Kriegsdienst und sowjetischer Gefangenschaft kehrte er in seine Heimat nicht mehr zurück. In Weimar setzte er von 1948 bis 1950 seine Studien fort bei Johannes Ernst Köhler (Orgel und Improvisation), Hermann Abendroth (Dirigieren) und Ottmar Gerster (Komposition und Musiktheorie). 1952 wurde er an der Friedrich-Schiller-Universität Jena über Leben und Werk von Hermann Zilcher promoviert.
Nach seinen erfolgreich abgelegten Examina unterrichtete er bis zu seiner Pensionierung an  Hochschule für Musik Franz Liszt Weimar in den Fächern Dirigieren, Chordirigieren, Musikgeschichte und Partiturspiel, ferner Komposition, Theorie, Gehörbildung und Instrumentation.
Als Komponist trat er mit Werken der Kammerorchester- und Kirchenmusik hervor, zudem schuf er Kompositionen für Volksinstrumente wie Mandoline, Zither oder Gitarre.
Sein schriftlicher Nachlass befindet sich heute im Hochschularchiv/Thüringischen Landesmusikarchiv Weimar.

## Veröffentlichungen (Auswahl)
- „Kompositionen für Gitarre“. Verlag Friedrich Hofmeister Leipzig. 1954
- „Trio für 3 Gitarren“. Verlag Ries & Erler, Berlin.
- „Serenade“ für 3 Gitarren oder Gitarrenensemble. Verlag Trekel, Hamburg.
- „Suite und Variationen“ für Mandoline Solo. Verlag Friedrich Hofmeister, Leipzig
- „Concertino“. Verlag Friedrich Hofmeister, Leipzig.
- „Variazioni classici“ für Tuba solo. Verlag Friedrich Hofmeister, Leipzig.
- „Volksliedsuite“ für 6 Hörner. Verlag Christoph Dohr, Köln.

## Belege
- Lebenslauf in: „Kompositionen für Gitarre“, Verlag Friedrich Hofmeister, Leipzig, 1954

| Personendaten    | Personendaten       |
| ---------------- | ------------------- |
| NAME             | Hlouschek, Theodor  |
| KURZBESCHREIBUNG | deutscher Komponist |
| GEBURTSDATUM     | 27. September 1923  |
| GEBURTSORT       | Brno                |
| STERBEDATUM      | 30. September 2010  |
| STERBEORT        | Weimar              |